# Prodida longiventris
Prodida longiventris is een spinnensoort in de taxonomische indeling van de Prodidomidae.
Het dier behoort tot het geslacht Prodida. De wetenschappelijke naam van de soort werd voor het eerst geldig gepubliceerd in 1919 door R. de Dalmas.